# 転がる岩、君に朝が降る
「転がる岩、君に朝が降る」（ころがるいわ、きみにあさがふる）は、2008年2月6日にリリースされたASIAN KUNG-FU GENERATIONのメジャー11枚目のシングルである。

## 解説
シングルとしては、「アフターダーク」以来約3か月ぶりのリリースとなる。
初回版はオリジナルステッカー付き。
「転がる岩、君に朝が降る」の歌い出しのフレーズは香川県の国営讃岐まんのう公園で行われた野外音楽イベント「MONSTER baSH 2007」のステージにて後藤が即興で弾き始めたギターソロのアドリブから生まれた。

## 収録曲
全作詞・作曲：後藤正文、全編曲：ASIAN KUNG-FU GENERATION
1. 転がる岩、君に朝が降る
「転がる岩」とは「ロックンロール」のこと。
後藤は公式サイトの日記で「岩が転がってきたらどうするか」とファンに聞かれたとき、「必死に避けます」と答えている。
2. 江ノ島エスカー
前々作の「或る街の群青」のc/w「鵠沼サーフ」、前作の「アフターダーク」のc/w「由比ヶ浜カイト」に続き、一発撮りで製作された。
江の島エスカーは江の島に存在する屋外有料エスカレーター。
ただし、「江ノ島エスカー」をタイトルに冠してはいるが、エスカレーターのことを歌っているわけではなく、江の島の景色を歌った歌とのこと。

## 収録アルバム
- ワールド ワールド ワールド (#1)
- サーフ ブンガク カマクラ（#2、アルバムバージョン）
- BEST HIT AKG (#1)
- BEST HIT AKG Official Bootleg“HONE” (#1)

## カバー
- 結束バンド［後藤ひとり（青山吉能）］ - 2022年12月28日発売のアルバム「結束バンド」に収録。テレビアニメ『ぼっち・ざ・ろっく!』第12話エンディングテーマ[1][2]。